# Lanteiro
Lanteiro es una aldea de la parroquia de Presno, concejo de Castropol, en la comarca del Eo-Navia, Principado de Asturias, España.
Cerca de esta localidad se encuentran los núcleos de Porquera, Trío, Canedo y Tabes.

## Demografía
Según el Instituto Nacional de Estadística de España, en el año 2021 Lanteiro contaba con 8 habitantes censados, lo que representa el 0,24% de la población total del municipio.

### Evolución de la población
| Gráfica de evolución demográfica de Lanteiro entre 2011 y 2021 |
|                                                                |
| Datos según el nomenclátor publicado por el INE.               |

## Comunicaciones
Algunas distancias entre Lanteiro y otras ciudades:
| Ciudades  | Distancia (km) |
| --------- | -------------- |
| Castropol | 15             |
| Avilés    | 116            |
| Gijón     | 140            |
| Oviedo    | 145            |